# 17602 Dr. G.
17602 Dr. G. là một tiểu hành tinh vành đai chính với chu kỳ quỹ đạo là 2038.4658506 ngày (5.58 năm).
Nó được phát hiện ngày 19 tháng 9 năm 1995.